# 义堂周信
義堂 周信（ぎどう しゅうしん；1325年3月1日—1388年5月10日），日本南北朝時代至室町時代的佛教禪宗臨濟宗僧人。道號「義堂」，法名「周信」，別號「空華道人」。他学习天台宗教义，在1342年接受禅宗临济宗的教导，成为临济宗日本创始人梦窗疏石的门徒。1359年受关东管领足利基氏所召，移居镰仓圆觉寺。1380年被足利义满召入京，任等持、建仁两寺主持。1386年任居于五山十刹之上的南禅寺主持，深受足利义满信任和厚遇。后来他成为禅宗御前文学的首要倡导者，被认为是御前文学最有成就的诗人。